# Sapromyza spinigera
Sapromyza spinigera är en tvåvingeart som beskrevs av Malloch 1933. Sapromyza spinigera ingår i släktet Sapromyza och familjen lövflugor. Inga underarter finns listade i Catalogue of Life.